# Cantón de Negros
El Cantón Republicano de la Isla de Negros (en hiligueino: Kanton Republikanhon sg Pulo sg Negros; en cebuano: Kantong Republikanhon sa Pulo sa Negros; en inglés: Negros Island Republican Canton) fue una efímera entidad revolucionaria que gobernó la isla de Negros bajo la República de Filipinas y luego los Estados Unidos.

## Historia
Del 3 de noviembre al 6 de noviembre de 1898, los negrenses se levantaron en una revuelta contra las autoridades coloniales españolas, encabezadas por el gobernador Isidro de Castro, responsable de las autoridades civiles y militares. Los españoles decidieron rendirse tras ver a las tropas armadas marchando en un movimiento de pinzas hacia Bacólod. Los revolucionarios, liderados por los generales Juan Araneta desde Bago, y Aniceto Lacson desde Talísay estaban llevando en realidad armas falsas, consistentes en fusiles tallados en hojas de palma y cañones de esteras de bambú laminado pintadas de negro. En la tarde del 6 de noviembre, Castro firmó el Acta de Capitulación, que finalizó con el dominio español en Negros Occidental. Este evento es conmemorado en dicha provincia cada 5 de noviembre como el día en que los negrenses engañaron a las fuerzas españolas para obtener su libertad. 
El 27 de noviembre de 1898 el cantón republicano filipino fue proclamado. Éste se convirtió por el gobierno hacendero en un protectorado estadounidense el 30 de abril de 1899 con la intención de conseguir “independencia interna” dentro de las Filipinas ante la inevitable ocupación militar anglosajona. Mientras el presidente Lacson dio la bienvenida al coronel estadounidense James Francis Smith, el secretario de guerra Araneta se negó a ver al coronel y en su vez le envió una tersa nota, en la que le recordó que el cantón le había capitulado a Washington debido solamente a la coerción militar, y que los estadounidenses deben respetar su “independencia interna”. Este protectorado fue últimamente disuelta por los estadounidenses el 30 de abril de 1901. Sin embargo, la resistencia negrense a la ocupación anglosajona continuaría hasta la rendición del coronel Dionisio Sigbuela de las fuerzas republicanas en 1907.
En Bago el evento fue documentado sobre un marcador histórico en la plaza pública de la ciudad, que lleva la siguiente inscripción:

REPÚBLICA DE NEGROS

En esta plaza de Bago fue proclamada la

República (sic) de Negros por las Fuerzas

Revolucionarias lideradas por el general Juan Anacleto Araneta,

el 5 de noviembre de 1898. En presencia de Anaías

Diokno, representante del Gobierno Revolucionario

Central. Esta república reconoce

la autoridad de la Primera República Filipina

bajo Emilio Aguinaldo.

La fecha 5 de noviembre fue declarada un día no laboral especial en la provincia por el Acta de la República N.º 6709, firmada por la presidenta Corazón Aquino el 10 de febrero de 1989.

### Líderes
Los líderes del efímero gobierno fueron:
| Aniceto Lacson 5 de noviembre de 1898 - 22 de julio de 1899       | Presidente                               |
| Aniceto Lacson 5 de noviembre de 1898 - 27 de noviembre de 1898   | Presidente (sólo de Negros Occidental)   |
| Demetrio Larena 24 de noviembre de 1898 - 27 de noviembre de 1898 | Presidente (sólo de Negros Oriental)     |
| José Luzuriaga 22 de julio de 1899 - 6 de noviembre de 1899       | Presidente de la Asamblea Constitucional |
| Juan Araneta                                                      | Secretario de Guerra                     |
| Melecio Severino 6 de noviembre de 1899 - 30 de abril de 1901     | Gobernador civil                         |